# Izabela de Warenne, grofica Surreya
Izabela de Warenne (o. 1130. – 1203.) bila je engleska plemkinja i grofica Surreya. Kći Vilima de Warennea, 3. grofa Surreya i supruge Adele (kći Vilima III. de Ponthieua), Izabela je bila imućna nasljednica.
Izabelin je muž postao Vilim, mlađi sin engleskog kralja Stjepana. Par je bio bez djece; Izabela je postala bulonjska grofica brakom.
Nakon Vilimove smrti, Izabela se udala za Hamelina Anžuvinskog, polubrata kralja Henrika II.; Izabela je Hamelinu rodila sina koji je postao Vilim de Warenne, 5. grof Surreya, kao i kćeri Adelu, Izabelu i Matildu.